# 西梅田・十三連絡線
西梅田・十三連絡線（にしうめだ・じゅうそうれんらくせん）（仮称）とは、大阪府大阪市北区の大阪市高速電気軌道（Osaka Metro） 西梅田駅と同市淀川区の阪急電鉄十三駅 (2.9km)を結ぶ計画の鉄道路線（未成線）である。
類似する鉄道計画路線として、なにわ筋線および大阪駅北地区（北梅田駅（仮称））と十三駅を結ぶ「なにわ筋連絡線」 (3.0km) があり、両者が比較検討されている状況にある。

## 計画の推移
梅田地区と十三駅を結ぶ新たな路線の計画としては、1989年5月31日の運輸政策審議会答申10号で「2005年までに整備に着手することが適当である区間」として言及された「なにわ筋連絡線」構想が先にあったが、当時は梅田貨物駅（梅田北ヤード）の再開発事業、ならびになにわ筋連絡線と接続するなにわ筋線の計画が進んでおらず、目立った進捗はなかった。
2004年8月になり、「四つ橋線を阪急十三駅まで延伸し、阪急神戸本線との相互直通運転を行う」とする構想を大阪市が検討していることがメディアにより紹介され、同年10月の近畿地方交通審議会答申第8号には阪急電鉄と大阪市の提案により西梅田 - 北梅田（仮称） - 十三間2.9kmが「中長期的に望まれる鉄道ネットワークを構成する新たな路線」として盛り込まれた。これが「西梅田・十三連絡線」構想の始まりである。
2006年5月、阪急ホールディングス（現・阪急阪神ホールディングス）の角和夫社長が阪神電気鉄道（阪神）との経営統合に関連して「新大阪、十三、北ヤード、西梅田をつなぐ路線も可能」とコメント、未成線であった阪急新大阪連絡線（新大阪駅 - 十三駅間2.3km）と合わせて1本の路線として建設することを示唆した。同年12月8日には阪急電鉄・大阪市・国土交通省が都市鉄道等利便増進法に基づいてこの路線に関する原案を固めたと報道された。このときの報道によれば、建設主体は鉄道建設・運輸施設整備支援機構、営業主体は大阪市交通局と阪急電鉄で、新駅は梅田貨物駅跡地再開発地域（北ヤード）の中央に建設される計画であるという。
2007年8月には、国土交通省を中心として大阪府・大阪市・西日本旅客鉄道（JR西日本）・阪急電鉄などで構成されるワーキンググループ（作業部会）を発足し、路線案を次の2つに絞った。
- 十三駅以北で阪急宝塚本線などに接続、相互直通を行う。
- 十三駅で乗り換え、あるいは新大阪連絡線との直通運転を行う。

建設費は前者が約2000億円、後者が約950億円（新大阪連絡線は新大阪駅の位置により約330から400億円）と大きな開きがあり、これ以降、十三駅乗り換えおよび新大阪連絡線との接続について検討を深度化させることになった。
2008年4月10日、国土交通省による『「速達性向上施策における事業スキームの検討に関する調査」結果 - 西梅田・十三連絡線（仮称）の事業実現化方策に係る深度化調査 - 』が発表されたが、「西梅田・十三連絡線（仮称）」（西梅田 - 十三）、「西梅田・十三連絡線（仮称）+新大阪連絡線」（西梅田 - 十三 - 新大阪）のいずれのケースでも良好な事業性が確認された。
しかし、四つ橋線西梅田駅と阪神電鉄梅田駅はほぼ同一深度にあり、現在の西梅田駅から北梅田方向へそのまま北進することはできないため、西梅田駅を移転するか大深度化し阪神電鉄の下を交差する必要があることがネックとなる。
2012年には、なにわ筋線に代わる新大阪 - 関西空港間のアクセスルートの一部として検討されていた。
2017年（平成29年）5月23日に大阪府・大阪市・JR西日本・南海電気鉄道（南海）・阪急電鉄の5者共同リリースにより、なにわ筋線の計画推進が明らかにされ、この中で「なにわ筋線の整備効果や事業性をより一層高めるため、（仮称）北梅田駅北側で阪急十三方面に分岐する路線（なにわ筋連絡線）について、国と連携しながら整備に向けた調査・検討を進めます」と、なにわ筋連絡線計画についても言及されている。この時の日本経済新聞の報道によれば阪急が十三駅に地下ホームを新設し、狭軌新線によりなにわ筋線の起点である北梅田駅（仮称）に接続し、なにわ筋線に乗り入れる計画であるという。ただし一方で、同年5月25日の東洋経済オンラインの記事によれば、週刊東洋経済記者の取材に対し、大阪市が「（なにわ筋連絡線の）調査検討では西梅田・十三連絡線との比較検討も行うことになるだろう」と述べたと報じており、計画として依然「なにわ筋連絡線」「西梅田・十三連絡線」の両者が存在していることが示唆されていた。しかし、2019年にはなにわ筋連絡線を新大阪連絡線と一体整備した上でなにわ筋線と直通する方向で協議を実施する旨の報道がされており、加えて2022年12月には阪急阪神ホールディングスの次期社長就任が予定されている嶋田泰夫が、産経新聞のインタビューにおいて、なにわ筋連絡線をなにわ筋線の開業が予定されている2031年（令和13年）の同時開業を目指す方針を明らかにしており、西梅田・十三連絡線の実現は不透明となっている。

## 駅と接続路線
- 西梅田駅：Osaka Metro四つ橋線、東海道本線・大阪環状線（以上大阪駅）、JR東西線（北新地駅）、Osaka Metro御堂筋線・阪急神戸本線・阪急宝塚本線・阪急京都本線・阪神本線（以上梅田駅）、Osaka Metro谷町線（東梅田駅）
- 北梅田駅（仮称）：梅田貨物線・なにわ筋線（地下ホーム、事業化に向け協議中）、東海道本線・大阪環状線（大阪駅）、Osaka Metro御堂筋線（梅田駅）
- 十三駅：阪急新大阪連絡線（事業化に向け協議中）・神戸本線・宝塚本線・京都本線